# Станіслав Козьмінський
Станіслав Козьмінський (пол. Stanisław Koźmiński; 8 листопада 1877, Тарнопіль — 7 лютого 1938, Львів) — польський дипломат та юрист. Доктор права. Посол Польської Республіки в Нідерландах (1925—1927).

## Біографія

### Раннє життя та освіта
Станіслав Козьмінський народився 8 листопада 1877 року в місті Тарнопіль (нині — Тернопіль).
Вивчав право на юридичному факультеті Львівського університету та у Відні, де здобув ступінь доктора права.

### Кар'єра
У 1900—1919 роках працював у прокуратурі у Львові, а з 1916 року викладав економіку на вищих суспільних курсах.
З 1915 року був членом Національної ліги, а в 1917—1918 роках співпрацював з таємним органом цієї групи «Хвіла». Після відновлення незалежності Польщі брав участь у спеціальних місіях до Румунії та Парижа, а згодом був делегатом Польського національного комітету в Бухаресті.
У липні 1919 року прийнятий на дипломатичну службу Другої Речі Посполитої, працював у штаб-квартирі Міністерства закордонних справ, очолюючи румунсько-угорський відділ, а згодом Західний департамент МЗС. У січні 1923 року став директором Політичного департаменту. З 3 лютого 1925 року по 25 травня 1927 року був депутатом польського парламенту в Нідерландах, одночасно представляючи Польщу у справах в Постійній палаті міжнародного правосуддя в Гаазі. Після повернення з посади вийшов у відставку та оселився в маєтку Супранівка в повіті Скала.

### Смерть
Помер у Львові 7 лютого 1938 року.